# Chiesa dei Santi Simone e Giuda (Roma)
La chiesa dei Santi Simone e Giuda è una chiesa sconsacrata di Roma, nel rione Ponte, in cima a una scalinata appartenente alla via di San Simone, la quale è un vicolo laterale di via dei Coronari.

## Storia
Essa risale al XII secolo; fu consacrata da papa Pasquale II (1099-1118), e di nuovo da Innocenzo II nel 1143 (iscrizione tuttora esistente nella chiesa). Inizialmente era dedicata a Santa Maria in Monticellis (Sanctae Mariae in Monticellis Arenulae), (o de monticello) in riferimento al monte Giordano ivi esistente e dove ebbe il suo palazzo Giordano Orsini, che fu creato cardinale da suo fratello Niccolò III; più tardi fu conosciuto come S. Maria de Monte Johannis Ronzonis, da Giovanni di Roncione, signore di Riano verso la metà del XII secolo e primo proprietario conosciuto di Monte Giordano. Solo dalla metà del Cinquecento essa ebbe come titolari i santi Apostoli Simone e Giuda, anche se il loro nome era stato aggiunto a quello della vergine già da un secolo.
Lo Hülsen riporta questa informazione a proposito della chiesa:
(Christian Hülsen, op. cit., p. 350)
Dal XVI secolo sino alla sua sconsacrazione la chiesa divenne giuspatronato della famiglia Orsini.
L'edificio fu restaurato nel 1720 da papa Clemente XI, sconsacrato nel 1902 e messo all'asta dal principe Filippo Orsini. Diviso, fu adibito in parte ad abitazione, in parte a cinema (l'"Alcazar"), poi a ristorante e infine a teatro.

## Architettura e decorazione
La chiesa è preceduta da una scalinata d'ingresso. L'interno, a tre navate, conserva, oltre a parti di affreschi del Trecento e del Quattrocento, un affresco della Madonna con bambino e santi di scuola umbro romana, attribuibile ad allievi di Antoniazzo Romano. La chiesa originalmente ospitava diverse sepolture, le cui lapidi dopo la sconsacrazione furono trasferite nel portico di San Silvestro in Capite.